# Eccellenza Cerdeña
La Eccellenza Cerdeña (en italiano: Eccellenza Sardegna) es una de las divisiones que conforman la Eccellenza, la quinta categoría de fútbol de Italia, en la cual participan los equipos de la isla de Cerdeña.
Participan 16 equipos en donde el campeón logra el ascenso a la Serie D, el segundo lugar juega una ronda de playoff de ascenso y los tres últimos lugares descienden a la Promozione.

## Ediciones anteriores
- 1991-92: Castelsardo
- 1992–93: Iglesias
- 1993–94: Fermassenti
- 1994–95: Ilvamaddalena
- 1995–96: Atletico Sirio
- 1996–97: Santa Teresa
- 1997–98: Arzachena
- 1998–99: Villacidrese
- 1999–2000: Tavolara
- 2000–01: Atletico Elmas
- 2001–02: Calangianus
- 2002–03: Arzachena
- 2003–04: Alghero
- 2004–05: Nuorese
- 2005–06: Tempio
- 2006–07: Tavolara
- 2007–08: Budoni
- 2008–09: Sanluri
- 2009–10: Porto Torres
- 2010–11: Progetto Sant'Elia
- 2011–12: Torres
- 2012–13: Olbia
- 2013–14: Nuorese
- 2014–15: Muravera
- 2015–16: Latte Dolce
- 2016–17: Tortolì
- 2017–18: Castiadas
- 2018–19: Muravera
- 2019–20: Carbonia